# Slip of the Tongue
Slip of the Tongue  es el noveno álbum de estudio de la banda británica de hard rock Whitesnake, lanzado en noviembre de 1989. El disco alcanzó el puesto número 10 en el Billboard 200, siendo su último trabajo notable en dicha lista.
Tres sencillos fueron lanzados del álbum: "Fool for Your Loving", "The Deeper the Love" y "Now You're Gone". Todos ellos ingresaron al top 40 del Mainstream Rock Tracks, y "The Deeper the Love" y "Fool For Your Loving" llegaron incluso  al Top 5. 
Slip of the Tongue ha vendido más de cuatro millones de copias alrededor del mundo (cuádruple platino).
"Fool for Your Loving" apareció originalmente en el disco  Ready an' Willing (1980), pero fue regrabada para este álbum
En 1989 y durante la grabación del disco, la banda fue reformada en su casi totalidad (con David Coverdale como único sobreviviente), luego de diversos problemas de convivencia entre sus miembros, con una formación por primera vez no británica de lujo que incluyó a Rudy Sarzo y a Steve Vai.
Steve se encargó de grabar todas las guitarras del disco él solo, debido a que Adrian Vandenberg se lesionó realizando unos ejercicios, provocándole una tendinitis. Más tarde, Adrian volvería para la gira del disco.
De igual forma, contó con la colaboración, en coros, del cantante y bajista Glenn Hughes.
Esta alineación, sin embargo, fue muy poco consistente y de corta duración, separándose en definitiva hacia 1991.

## Lista de canciones
Todas las canciones escritas por David Coverdale y Adrian Vandenberg excepto donde se indica.
| N.º | Título                 | Escritor(es)                           | Duración |  |
| 1.  | «Slip of the Tongue»   |                                        | 5:20     |  |
| 2.  | «Cheap an' Nasty»      |                                        | 3:28     |  |
| 3.  | «Fool for Your Loving» | Coverdale, Micky Moody, Bernie Marsden | 4:10     |  |
| 4.  | «Now You're Gone»      |                                        | 4:11     |  |
| 5.  | «Kittens Got Claws»    |                                        | 5:00     |  |
| 6.  | «Wings of the Storm»   |                                        | 5:00     |  |
| 7.  | «The Deeper the Love»  |                                        | 4:22     |  |
| 8.  | «Judgement Day»        |                                        | 5:15     |  |
| 9.  | «Slow Poke Music»      |                                        | 3:59     |  |
| 10. | «Sailing Ships»        |                                        | 6:02     |  |

### Bonus tracks Edición de 20 Aniversario
| 20th Anniversary Edition Bonus Tracks |                                                      |                           |          |  |
| N.º                                   | Título                                               | Escritor(es)              | Duración |  |
| 11.                                   | «Sweet Lady Luck» (Single B-side)                    |                           | 4:37     |  |
| 12.                                   | «Now You're Gone» (U.S. Single Remix)                |                           | 4:07     |  |
| 13.                                   | «Fool For Your Loving» (Vai Voltage Mix)             | Coverdale, Moody, Marsden | 4:17     |  |
| 14.                                   | «Judgement Day» (Live... In the Shadow of the Blues) |                           | 5:38     |  |
| 15.                                   | «Slip Of The Tongue» (Live At Donnington 1990)       |                           | 5:41     |  |
| 16.                                   | «Kittens Got Claws» (Live At Donnington 1990)        |                           | 4:58     |  |

### Edición de 20 Aniversario en DVD
| N.º | Título                                              | Duración |  |
| 1.  | «Fool For Your Loving» (Music Video)                | 4:27     |  |
| 2.  | «Now You're Gone» (Music Video)                     | 4:09     |  |
| 3.  | «The Deeper The Love» (Music Video)                 | 4:17     |  |
| 4.  | «The Deeper The Love» (Live: Starkers In Tokyo)     | 4:02     |  |
| 5.  | «Sailing Ships» (Live: Starkers In Tokyo)           | 4:06     |  |
| 6.  | «Judgement Day» (Live... In The Still Of The Night) | 5:22     |  |
| 7.  | «Slip Of The Tongue» (Live At Donnington 1990)      | 5:54     |  |
| 8.  | «Kittens Got Claws» (Live At Donnington 1990)       | 5:01     |  |

## Personal
- David Coverdale – vocales
- Steve Vai – Guitarras
- Adrian Vandenberg - Guitarras (acreditado, pero no apareció en el álbum)
- Rudy Sarzo – bajo
- Tommy Aldridge – batería

### Músicos invitados
- Glenn Hughes - coros
- Tommy Funderburk - coros
- Richard Page – coros en "Now You're Gone"[2]
- Don Airey - teclados
- David Rosenthal - teclados
- Claude Gaudette - teclados

### Otros créditos
- Producción e ingeniería por Keith Olsen y Mike Clink
- Asistido por Noel Golden, Gordon Fordyce, Shay Baby & Allen Abrahamson
- Mezclado en Record Plant Studios por Mike Clink y Keith Olsen
- Masterizado por Greg Fulginiti en Artisan Sound Recorders
- John Kalodner: A&R

## Posiciones en listas

### Álbum
Billboard (Norteamérica)
| Año  | Listas            | Posición |
| ---- | ----------------- | -------- |
| 1989 | The Billboard 200 | 10       |
| 1989 | U.K. Albums Chart | 10       |

### Canciones
Sus éxitos fueron "Now you're gone", "The deeper the love" y "Fool for your loving". Este último tema es una nueva versión del tema original de 1980, incluido en el disco Ready an' Willing.
| Name                 | Billboard Hot 100 | Billboard Mainstream Rock Tracks | UK |
| -------------------- | ----------------- | -------------------------------- | -- |
| Fool For Your Loving | 37                | 2                                | 43 |
| Slip of the Tongue   |                   | 32                               |    |
| The Deeper The Love  | 28                | 4                                | 35 |
| Now You're Gone      | 96                | 15                               | 31 |